# Alaksandr Starykiewicz
Alaksandr Antonawicz Starykiewicz (biał. Аляксандр Антонавіч Старыкевіч, ros. Александр Антонович Старикевич, Aleksandr Antonowicz Starikiewicz; ur. 28 października 1972 w Mińsku) – białoruski dziennikarz, korespondent gazet rosyjskich na Białorusi i redaktor główny gazet białoruskich, członek Rady Białoruskiej Republiki Ludowej.

## Życiorys
Urodził się 28 października 1972 roku w Mińsku, w Białoruskiej SRR, ZSRR. W 1989 roku ukończył Szkołę Średnią Nr 145 w Mińsku. W 1990 roku rozpoczął pracę dziennikarską jako korespondent białoruskiego tygodnika „7 Dniej”. Był specjalnym korespondentem na Białorusi gazet rosyjskich: „Kommiersant” (od listopada 1991 do sierpnia 1993 roku), „Nowaja Jeżedniewnaja Gazieta” (od sierpnia 1993 do lutego 1994 roku), „Izwiestija” (od lutego 1994 do października 1997 roku), „Nowyje Izwiestija” (od października 1997 roku). Od 2000 roku pełnił funkcję redaktora głównego gazety „Biełaruski Czas”. Od wiosny 2003 roku pracował jako redaktor główny gazety „Salidarnasć”.
Jest autorem ponad 1000 publikacji w różnych czasopismach. Nie należy do partii politycznych. Wchodzi w skład Rady Białoruskiej Republiki Ludowej.

## Życie prywatne
Alaksandr Starykiewicz jest kawalerem.

## Odznaczenia
- Medal 100-lecia Białoruskiej Republiki Ludowej – 2019[3]